# Věznice Zenica
Věznice Zenica, oficiálním názvem Trestně-nápravné zařízení uzavřeného typu Zenica (bosensky Kaznenopopravni zavod zatvorenog tipa Zenica, zkratkou KPZ Zenica nebo KP dom Zenica) je největší věznice v Bosně a Hercegovině. Název nese podle města Zenica, ve kterém se nachází.

## Historie
Věznice byla zřízena jako centrální zařízení svého typu již během Rakousko-uherské vlády nad Bosnou. V roce 1904 byla zahájena její výstavba. Prvním správcem se stal Emil Taufer, který měl již praxi z Lepoglavské věznice na rozhraní dnešního Slovinska a Chorvatska. Během 20. století pak byli v této věznici internovány různé slavné osobnosti, jako například Gavrilo Princip, Nedeljko Čabrinović, Muhamed Mehmedbasić, Vaso Čubrilović (strůjci Atentátu na Františka Ferdinanda d'Este), nebo také spisovatel Ivo Andrić, který byl obviněn ze spolupráce s organizací Mladá Bosna.
Po skončení druhé světové války sloužila pro odpůrce tehdejšího režimu Josipa Broze Tita. Věznice byla brzy přeplněná, neboť do ní byli směřováni všichni sympatizanti Josifa Stalina, kteří stáli proti jugoslávskému maršálovi a projevovali loajalitu informačnímu byru.
Po vypuknutí války v Bosně a Hercegovině v roce 1992 byli vězni odsouzení na dobu menší než tři roky mobilizováni do ArBiH. Po skončení konfliktu jim poté byl zbytek trestu promíjen.
V současné době je věznice v provozu.

## V kultuře
O zenické věznici zpívá jugoslávská skupina Zabranjeno Pušenje (zformovaná v Sarajevu) ve své písni z 80. let s názvem „Zenica Blues“.